# Stegana nartshukae
Stegana nartshukae är en tvåvingeart som beskrevs av Vasily S. Sidorenko 1997. Stegana nartshukae ingår i släktet Stegana och familjen daggflugor.
Artens utbredningsområde är Vietnam. Inga underarter finns listade i Catalogue of Life.